# 斯珀特爾岩
65°13′S 64°20′W / 65.217°S 64.333°W
斯珀特爾岩（法語：Spirtle Rock）是南極洲的岩石，屬於威廉群島中阿根廷群島的一部分，由英國南極名稱諮詢委員會命名，現時由南極條約體系管理。